# Fisch (Pharao)
Fisch war möglicherweise ein altägyptischer König (Pharao) aus der vordynastischen Zeit. Der Name (bzw. das entsprechende Hieroglyphenzeichen) ist durch Gefäßinschriften im Grab U-j des Königs Skorpion I. in Umm el-Qaab überliefert. Die Lesung der erhaltenen Zeichen als Königsname ist jedoch umstritten und wird von den meisten Forschern abgelehnt.